# كالفين بي. جونز
كالفين بي. جونز (بالإنجليزية: Calvin B. Jones)‏ هو فنان أمريكي، ولد في 7 يناير 1934، وتوفي في 21 أغسطس 2010.